# Nemacolin Woodlands Resort
Nemacolin (anteriormente conocido como Nemacolin Woodlands Resort) es un resort de cuatro estaciones en Farmington, condado de Fayette, Pensilvania. Es propiedad de Maggie Hardy Knox, presidenta de 84 Lumber Company, y fue fundado por su padre, Joseph Hardy.
Incluye The Lodge at Nemacolin, un hotel de estilo Tudor Revival que es miembro de Historic Hotels of America. Ubicado en el centro de Nemacolin, fue el pabellón de caza del empresario de Pittsburgh Willard F. Rockwell, quien lo hizo construir en 1968. El complejo también incluye un casino llamado Lady Luck Casino Nemacolin.

## Historia
El complejo lleva el nombre de Chief Nemacolin, un indio nativo de Delaware que en 1740 abrió una ruta a través de las montañas Laurel Highlands entre lo que ahora es Cumberland, Maryland y Brownsville, Pensilvania.
El industrial de Pittsburgh Willard Rockwell estableció una reserva de caza privada en la propiedad llamada Nemacolin Trails Hunting Reserve en 1968. Los Rockwell establecieron un pabellón de caza junto con un campo de golf y una pista de aterrizaje. Se agregaron Lakes Louise (llamado así por la esposa del hijo menor del Sr. Rockwell) y Carol (llamado así por la esposa del segundo hijo del Sr. Rockwell) y Beaver Creek se desarrolló y se convirtió en un arroyo de pesca de truchas. En septiembre de 1970, el hotel se abrió al público con el nombre de Nemacolin Inn.
En 1979, la propiedad fue vendida a Cordelia Scaife May, pero fue devuelta tres años más tarde a la familia Rockwell cuando Kent Rockwell recompró la propiedad y la abrió al público. En 1987, el complejo de 400 acres que constaba de un hotel y un campo de golf de nueve hoyos estaba en bancarrota. Joseph A. Hardy III, fundador de 84 Lumber Company, compró Nemacolin en una subasta ese año y reabrió el complejo como un hotel y resort de lujo. En los años siguientes, Hardy amplió la propiedad para abarcar 2000 acres.
En 2002, Hardy transfirió la propiedad total del resort a su hija, Maggie Hardy Knox. En 2007, el hotel boutique de Nemacolin, Falling Rock, recibió el estatus AAA Five Diamond. En 2009, el elegante restaurante de Nemacolin, Lautrec, recibió una calificación de cinco estrellas de la guía de viajes móvil de Forbes y mantuvo esa distinción hasta 2015.
En 2008, el complejo albergaba la bodega de vinos más grande de Pensilvania con una colección de aproximadamente 17.000 botellas.
El 1 de julio de 2013, Isle of Capri Casinos inauguró Lady Luck Casino Nemacolin en la propiedad, en virtud de un contrato de arrendamiento con el resort. El casino operaba bajo una licencia de juego "resort" Clase 3 de Pensilvania, lo que significa que los clientes del casino primero tenían que ser clientes de Nemacolin para poder acceder al piso del casino, ya sea pasando la noche en el resort, comprando una membresía anual o comprando un Tarjeta de regalo de resort de $10. En 2019, Churchill Downs Inc. compró el negocio operativo del casino por $ 100,000 de Eldorado Resorts (que previamente había adquirido Isle of Capri). En junio de 2019, Churchill pagó una tarifa de $ 1 millón a la Junta de Control de Juegos de Pensilvania para eliminar el requisito de tarifa de acceso, lo que permitió al público en general ingresar al casino sin cargo adicional. En 2020, durante la pandemia de COVID-19, el complejo se alquiló como escenario de la temporada 25 de The Bachelor.

## Comida

### Cenas de lujo
- Lautrec, buena comida
- Acuoso
- Rockwell's, asador
- Baratolo

### Cena casual
- La Taberna
- Heladería PJ's
- mulligans
- Cenar en The Peak
- Terraza al Atardecer
- La despensa

### Bares y Salones
- La barra de cigarros

## Actividades
- Academia de Vida Silvestre
- El club de campo de Nemacolin
- Experiencias de invierno en The Peak
- El pico en Nemacolin
- Colección de arte de la familia Hardy

## Golf
Nemacolin se convirtió en el anfitrión del evento del PGA Tour, el 84 Lumber Classic, en 2003. Disputado en el campo de golf Mystic Rock de Nemacolin, el evento llegó a su fin en 2006. Los cuatro ganadores de los 84 torneos Lumber Classic realizados en Mystic Rock en Nemacolin fueron:
- 2003JL Lewis
- 2004 Vijay Singh
- 2005Jason Gore
- 2006Ben Curtis

En julio de 2017, inauguró un segundo campo de golf en la cima de las montañas Allegheny llamado Shepherd's Rock. Fue diseñado por Pete Dye y Tim Liddy.

## Galería

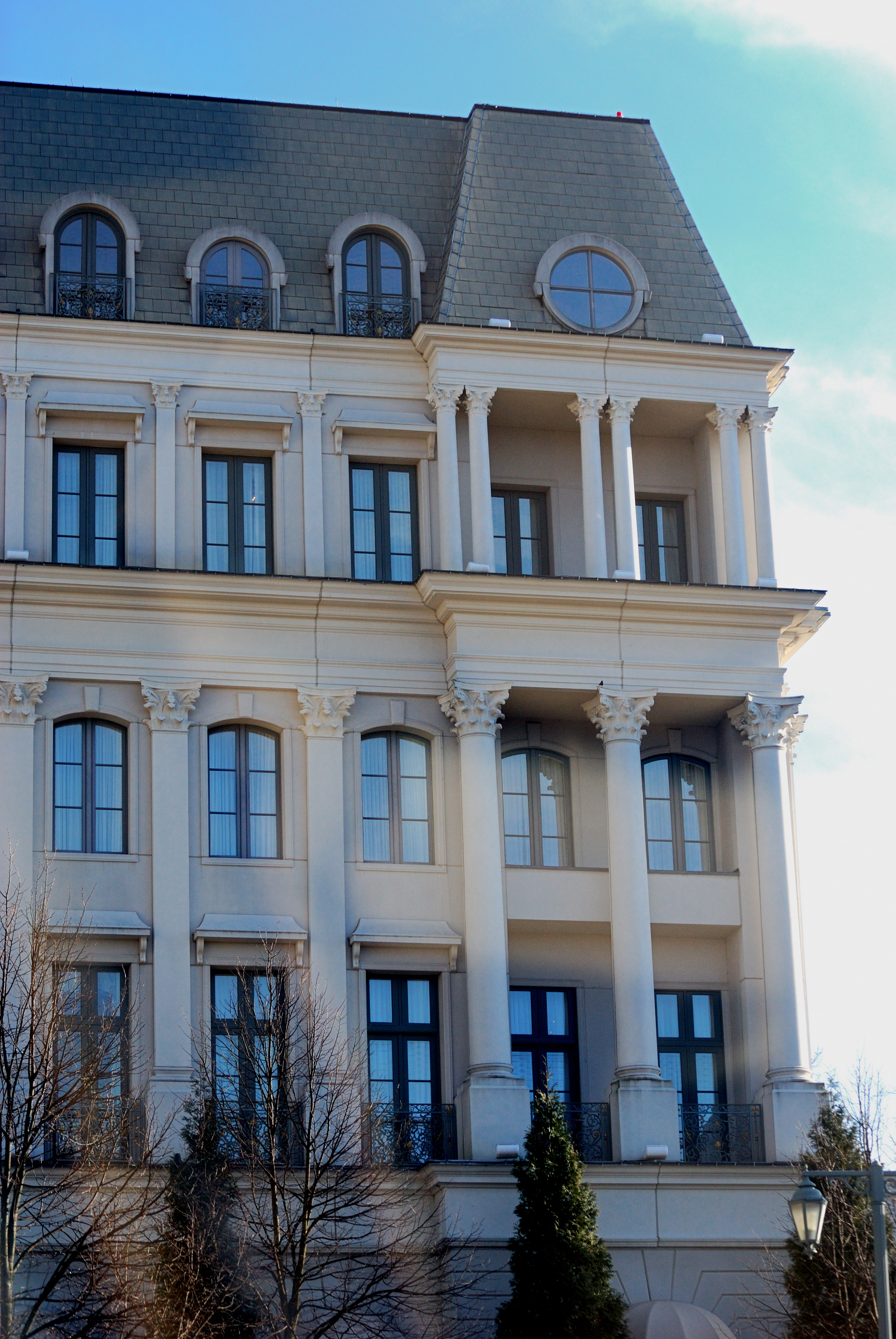
Exterior del complejo
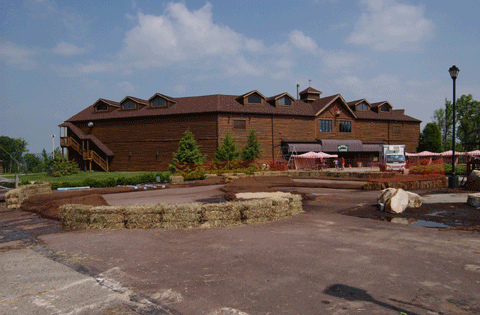
Exterior del antiguo edificio del albergue de esquí, antes de que se incendiara.